# Rob Wielaert
Rob Wielaert (Emmeloord, 29 dicembre 1978) è un ex calciatore olandese, di ruolo difensore.

## Palmarès

### Club

#### Competizioni Nazionali
- Coppa dei Paesi Bassi: 1

Ajax: 2009-2010